# NGC 7302
NGC 7302 (również IC 5228 lub PGC 69094) – galaktyka eliptyczna (E-S0), znajdująca się w gwiazdozbiorze Wodnika. Odkrył ją William Herschel 3 października 1785 roku.